# Чиж масковий
Чиж масковий (Carduelis lawrencei) — вид горобцеподібних птахів родини в'юркових (Fringillidae).

## Опис
Тіло завдовжки 9-12 см, вага тіла 8-11,5 г.

## Поширення
Цей вид гніздиться в центральній і південній частині Каліфорнії і на заході Аризони, США, і у штаті Баха-Каліфорнія, Мексика. Зимує вид в північній Каліфорнії, Аризоні, на південному заході Нью-Мексико і крайньому заході Техасу, США, і у штатах Сонора і, ймовірно, Чіуауа в Мексиці.
Цей вид живе у сухих та напівпосушливих відкритих листяних соснових та дубових лісах, перемішаних із заростями ялівцю, часто поруч з водою. Зустрічається на висоті до 2500 м від рівня моря.